# Halicyclops ariakensis
Halicyclops ariakensis – gatunek widłonoga z rodziny Halicyclopidae. Opisali go w 2009 roku japońscy zoolodzy Hiroshi Ueda i Hidefumi Nagai na podstawie holotypowej samicy złowionej w marcu 2002 roku w estuarium rzeki Kashima-gawa uchodzącej do zatoki Ariake-kai (japońska wyspa Kiusiu, współrzędne 33°06′37″N 130°04′13″E/33,110278 130,070278). Epitet gatunkowy pochodzi od miejsca typowego.